# Tabanus suboblongus
Tabanus suboblongus is een vliegensoort uit de familie van de dazen (Tabanidae). De wetenschappelijke naam van de soort is voor het eerst geldig gepubliceerd in 1938 door Stone.